# Dignathia gracilis
Dignathia gracilis är en gräsart som beskrevs av Otto Stapf. Dignathia gracilis ingår i släktet Dignathia och familjen gräs. Inga underarter finns listade i Catalogue of Life.